# Crucifix de Santa Croce (Cimabue)
Ne doit pas être confondu avec Crucifix de Santa Croce (Donatello).
Le Crucifix de Santa Croce est un  grand crucifix peint a tempera et or sur bois, réalisé vers 1272-1288 par Cimabue. Il est exposé au Musée de l'Œuvre de Santa Croce  de Florence.

## Histoire
De retour de Rome, et à la suite d'une commande des Franciscains de Florence, Cimabue réalise ce deuxième grand crucifix destiné au jubé de l'église, laquelle  sera remplacée par la basilique Santa Croce de Florence actuelle, commencée en 1295.
Le crucifix est une des œuvres majeures endommagées par les  inondations de Florence de 1966  (avec l'intrusion de 4,88 m d'eau dans la basilique Santa Croce de Florence),  qui ont imposé une longue période de fermeture des lieux et nécessité des restaurations profondes. 
Il faut attendre 1975 pour que les lieux rouvrent avec, symboliquement, la réinstallation de ce crucifix  qui reste partiellement restauré pour rendre compte des dégâts causés par les eaux.

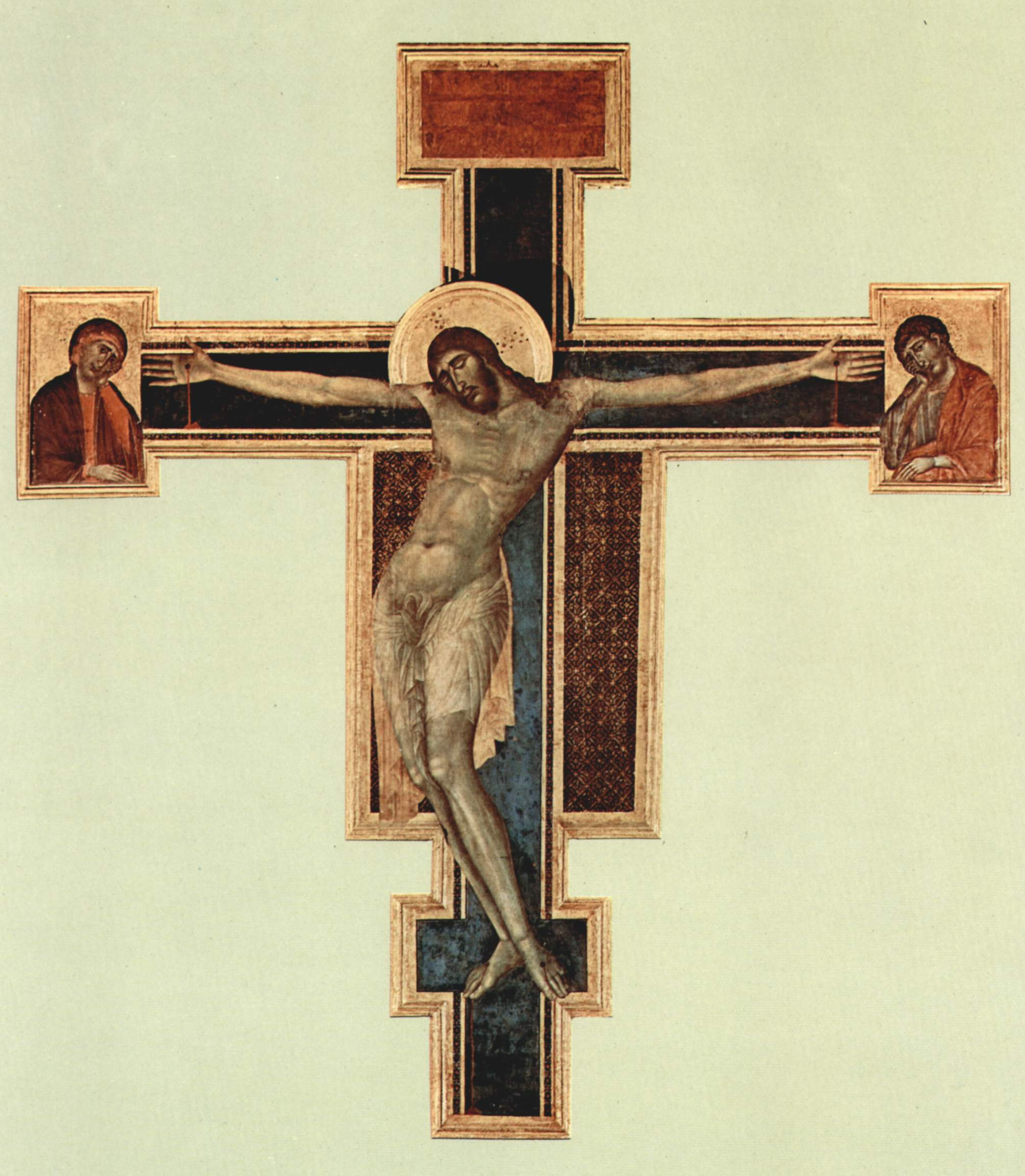
Le crucifix avant 1966.
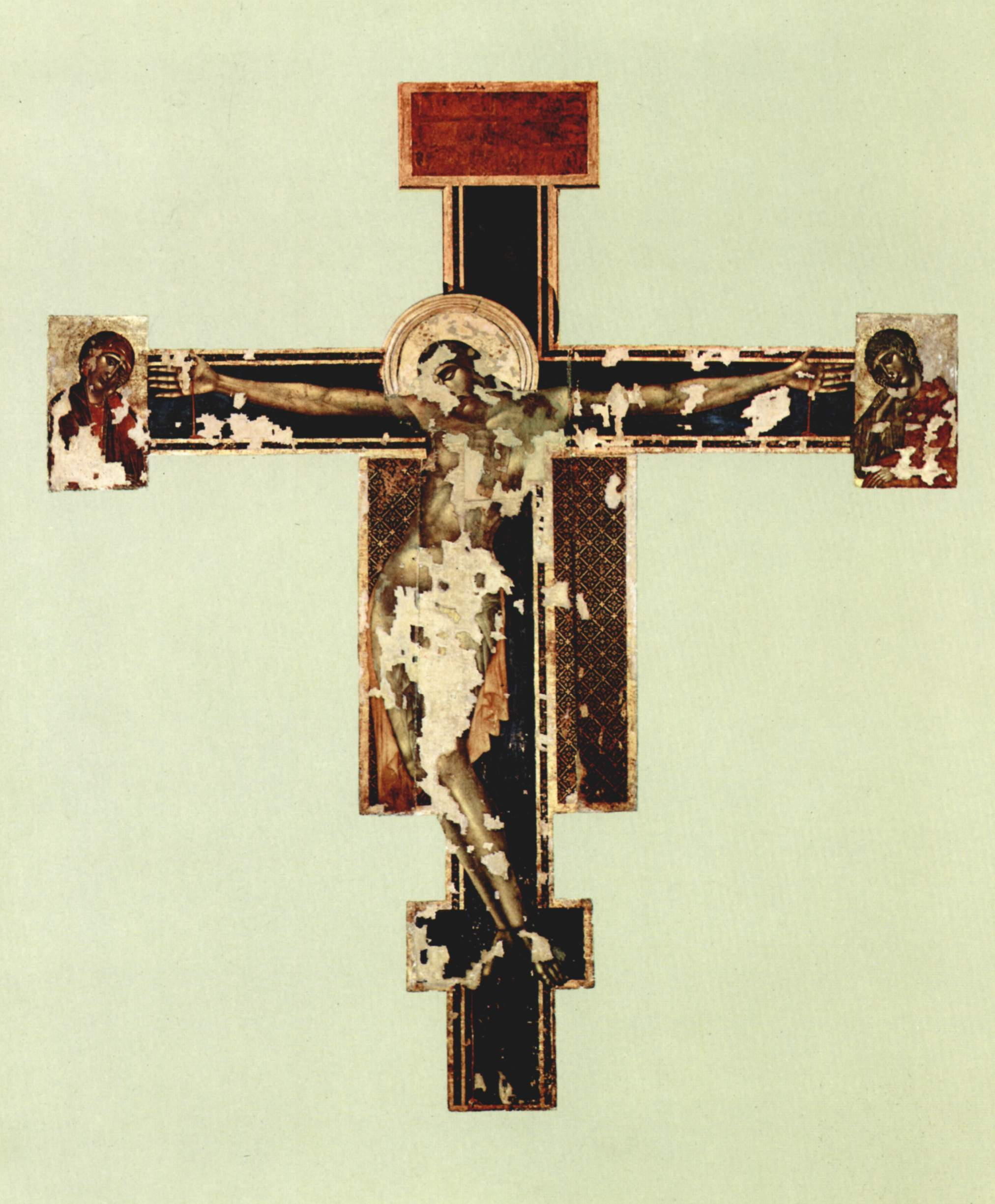
Le crucifix en 1966.
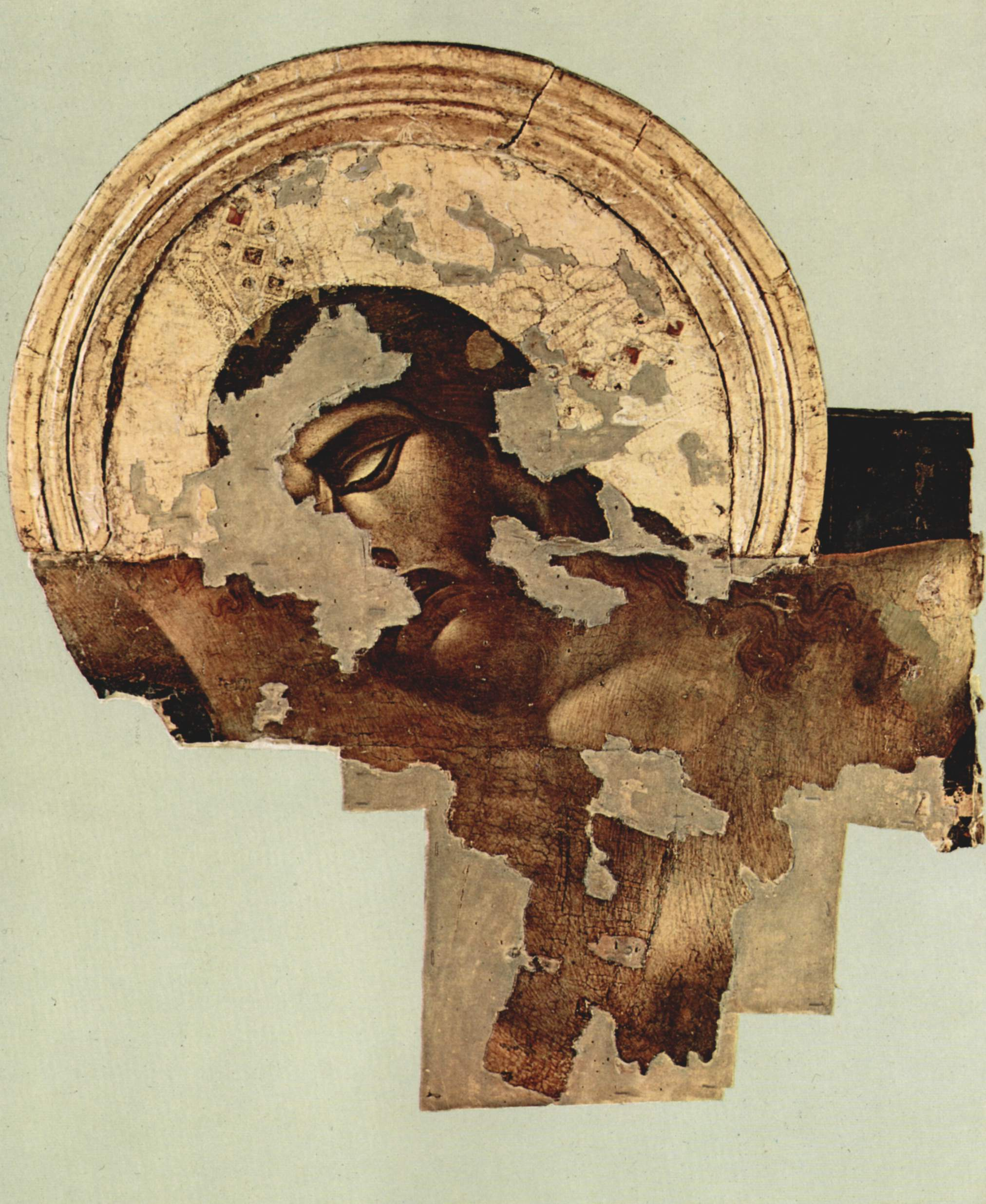
Détail de la tête.

## Description
Se distanciant de la manière gothique (Christus triumphans) déjà entamée par la manière byzantine (Christus patiens), le crucifix d'Arezzo  engage  les innovations de la représentation du Christus dolens,  initiée par les primitifs italiens, humanisant leurs peintures en suivant les nouveaux préceptes des ordres franciscain et dominicain. 
Le Christ se doit d'être alors représenté mort, souffrant sur la croix (et non plus triomphant ou résigné) :
- La tête baissée sur l'épaule,
- les yeux fermés soit absents, énucléés (orbites vides),
- marques de douleur sur le visage,
- la bouche est incurvée vers le bas,
- les plaies sont saignantes (mains, pieds et flanc droit),
- Le corps tordu déhanché, arqué dans un spasme de douleur, subissant son poids terrestre,
- schématisation des muscles et des côtes.

Le crucifix comporte des scènes annexes des extrémités de la croix (tabellone) :
- à gauche : Marie en buste, pleurant,
- à droite : Jean en buste, pleurant,
- en haut sur la cimaise : vide à fond rouge (inscription INRI effacée)
- en bas (le soppedaneo) : vide sous les pieds séparés et saignants,
- les flancs latéraux du Christ sont décorés de motifs géométriques.

### Particularités stylistiques
- le périzonium devient clair et diaphane.

Comme le Maître des Crucifix bleus, Cimabue fait partie avec ce crucifix des premiers artistes à exagérer la contorsion du corps et le glissement de la figure sur l'épaule, effaçant presque complètement le trou du flanc du Christ (représenter la plaie du Christ devient inutile) et découvrant le bois de la croix dans toute sa longueur. Ce scénario est une innovation dans l'art religieux, elle symbolise une modernisation de l'iconographie du Christ. Ce crucifix se distingue par le détachement prononcé du Christ de la Croix, principal indice parmi d'autres de la fin de vie du Christ.